# Marcos Crespo
Pour les articles homonymes, voir Crespo.
Marcos Crespo (né le 6 octobre 1986 à Las Flores dans la province de Buenos Aires) est un coureur cycliste argentin. Il participe à des épreuves sur route et sur piste.

## Palmarès sur route

### Par année
- 2006
  - Revancha de la Doble
- 2008
  - Prologue de la Doble Bragado (contre-la-montre par équipes)
- 2009
  - 1re étape de la Vuelta al Valle
  - Doble Media Agua
- 2010
  - 2e et 7e étapes du Tour de San Juan
  - 3e étape de la Doble Chepes
  - Gran Premio Cámaras Colla
  - Vuelta al Valle :
    - Classement général
    - 1re et 2e (contre-la-montre par équipes)

  - 2e de la Doble Chepes
- 2011
  - Prologue (contre-la-montre par équipes), 4e et 6e étapes du Tour de Mendoza
  - Gran Premio San Lorenzo
  - Circuit d'Escalante
  - Trofeo Corte Inglès
  - 3e étape de la Vuelta a la Bebida
- 2012
  - Circuito Nuestra Señora del Portal
  - 6e étape du Tour du Brésil-Tour de l'État de Sao Paulo
  - Gran Premio San Lorenzo
  - 3e du Grand Prix Campagnolo
- 2013
  - 6e étape du Tour de San Juan
  - 6e étape de la Vuelta al Valle
  - 3e du Gran Premio San Lorenzo
- 2014
  - 7e étape du Tour de Mendoza
  - Circuito Lomas de Zamora
  - 5e et 8ea étapes du Tour d'Uruguay
  - Gran Premio Ciudad de Roque Pérez
  - 2e de la Doble San Francisco-Miramar
- 2015
  - 2e du Grand Prix Campagnolo
  - 3e du Criterium de Apertura
- 2017
  - Gran Fondo Buenos Aires

### Classements mondiaux
| Année            | 2006 | 2007 | 2008 | 2009 | 2010 | 2012 | 2013 |
| ---------------- | ---- | ---- | ---- | ---- | ---- | ---- | ---- |
| UCI America Tour | 93e  | 296e |      | 310e |      | 117e | 198e |

## Palmarès sur piste

### Jeux panaméricains
- Guadalajara 2011
  -  Médaillé de bronze de la poursuite par équipes

### Championnats panaméricains
- Montevideo 2008
  -  Médaillé de bronze de la poursuite par équipes
- Aguascalientes 2010
  -  Médaillé de bronze de l'américaine
- Medellín 2011
  -  Médaillé de bronze de la poursuite par équipes
- Mar del Plata 2012
  -  Médaillé de bronze de la poursuite par équipes
- Aguascalientes 2014
  -  Médaillé de bronze de l'américaine

### Championnats d'Argentine
- 2004
  -  Champion d'Argentine de poursuite juniors
- 2008
  -  Champion d'Argentine du scratch